# Steffi Jones
Steffi Jones (Frankfurt am Main, 22 de dezembro de 1972) é uma ex-futebolista e treinadora de futebol alemã. Foi medalhista olímpica pela seleção de seu país.